# Eurymen gyrinus
Eurymen gyrinus är en fiskart som beskrevs av Gilbert och Burke 1912. Eurymen gyrinus ingår i släktet Eurymen och familjen paddulkar. Inga underarter finns listade i Catalogue of Life.